# 콜히친
콜히친(colchicine, 판매되는 브랜드명: Colcrys 또는 Mitigare)은 통풍 치료에 주로 사용되는 약물이다. 통풍 외에도, 콜히친은 가족성 지중해열, 심낭염, 베체트 병의 치료에도 사용된다. 다량 복용 시 위장장애의 부작용이 있다.
독성 알칼로이드이자 이차대사산물이며 원래 콜키쿰(Colchicum)속 식물에서 추출된 것이다.

## 의학적 이용

### 통풍
콜히친은 비스테로이드 항염증제가 통풍에 효력이 잘 들지 않을 때 대안이 된다. 다량 복용 시 부작용이 있으므로(주로 위장장애) 사용이 제한된다. 적은 양을 복용하면 내성이 좋은 편이다. 적은 량의 콜히친(1.8 mg/1시간 또는 1.2 mg/일)은 통풍 증세와 통증을 완화시키는 반면 다량의 콜히친(4.8 mg/6시간 이상)은 통증에 효과적이지만 더 심각한 부작용(설사, 구역질, 구토 등)을 일으킨다는 리뷰가 있다.
증상이 처음 나타나면 통풍 증상의 치료를 위해 콜히친은 구강으로 또는 음식 없이 섭취한다. 증상이 악화되는 경우 추가 복용이 필요할 수 있다. 장기간의 예방책으로, 알로퓨리놀과 함께 날마다 콜히친을 복용하는 것이 효과적(날마다 0.6 mg만큼 두 차례)이라는 예비적 증거가 있으며 요산 수치 증가, 급성 통풍 발생의 위험을 줄여주지만 위장장애 부작용이 발생할 수 있다.

### 다른 질병
콜히친은 베체트 병의 장기적인 치료를 위한 소염제로 사용되기도 한다. 재발성 다발 연골염에는 제한된 영향을 미치는 것으로 알려져 있으며, 이는 연골염과 정도가 약한 피부 증상의 치료에만 유용할 수 있음을 보여준다.
콜히친은 심낭염 치료에 부가적으로 사용되기도 한다.
콜히친은 가족성 지중해열의 치료에도 널리 사용되며, 유전분증의 장기적인 위험도를 낮춰준다.

## 역사
콜히친의 식물 원료(Colchicum autumnale)는 기원전 1500년 경 이집트의 의학 파피루스인 에베르스 파피루스에서 류머티즘과 염증의 치료를 위해 기술되었다. 콜키쿰 추출물은 기원후 1세기 디오스코리데스에 의해 De Materia Medica에서 통증 치료로 처음 기술되었다.
콜히친은 1820년 프랑스의 화학자 P. S. 펠레티어와 J. B. 카벤토우에 의해 처음 분리되었다.

## 식물학적 이용
식물의 세포분열을 방해해 배수체를 만드는데 쓰인다. 씨 없는 수박을 만들 때도 쓰였다.